# З Бердом на Південний полюс
З Бердом на Південний полюс (англ. With Byrd at the South Pole) — американський документальний пригодницький фільм Джессі Л. Ласкі 1930 року. На 3-й церемонії вручення премії «Оскар» фільм отримав нагороду за найкращу операторську роботу.

## Сюжет
Документальний фільм про американського авіатора і полярного дослідника Річарда Бірда, який у 1929 році першим в історії пролетів над Південним полюсом.

## У ролях
- Річард Е. Берд — командир експедиції
- Клер Д. Александр — офіцер
- Бернт Балчен — пілот
- Джордж Г. Блек — моряк
- Квін А. Блекберн — топограф
- Кеннард Ф. Бабір— механік
- Крістофер Браатхен — моряк
- Джейкоб Барсі — моряк
- Арнольд Г. Кларк — пожежник
- Френсіс Д. Коман — медик